# 胡嗣芬
胡嗣芬（？—？），字景威，號宗武，贵州開陽人，清朝政治人物、進士出身。
光緒二十一年（1895年）乙未科進士，二甲七十四名，同年五月，改翰林院庶吉士，光緒二十四年四月，散館，著以知县即用；改河南夏邑縣知縣。